# 靖和浦革命根据地
靖和浦革命根据地，又称靖和浦苏区，是1932年4月—1938年2月中国共产党在南靖、平和、漳浦3县交界区域建立的苏区，其政权先后称漳浦县革命委员会和靖和浦边区苏维埃政府。1934年—1938年阶段，又称闽南游击区或闽粤边游击区。它是闽南革命根据地的3个组成部分之一。
1932年初，邓子恢假扮成乡村郎中，在漳浦县西部的车本村、小山城、象牙庄及邻县的平和、南靖一带走村串户，秘密发动群众，成立农会，建立革命根据地，筹组中国工农红军闽南独立第三团，并于3月20日撰写《关于漳浦小山城的调查报告》，详细介绍组织农民抗捐及武装斗争的情况。同年4月20日，毛泽东率领中央红军东路军攻占漳州后，成立中共漳州中心县委。4月24日，中央红军东路军第三军根据毛泽东“以漳浦龙溪圩为中心，扩大南靖、平和、漳浦、龙溪、云霄5县新苏区”的指示，开赴漳浦，成立漳浦县革命委员会，发展靖和浦革命根据地。车本村（今属漳州市漳浦县石榴镇）是靖和浦革命根据地的中心。5月，中央红军东路军从进漳期间扩编的1500多名红军战士中抽调出600—700名，连同原闽南红军游击队，在绥安镇马坑村新厝顶进行整编，正式成立中国工农红军闽南独立第三团（以下简称“红三团”），共800余人，建制上隶属闽西军区，但不属于年底改称的福建军区。中央红军东路军回师中央苏区后，国民党军队对靖和浦革命根据地进行了猛烈反扑。1932年6月，红三团在寨仔村、龙溪圩、车本村等地连遭失利，最终只有100多名红军战士突围，红三团政委王占春、团长冯翼飞先后战死。
1933年12月15日，根据中华共和国方面和中华苏维埃共和国方面的“初步协定”，十九路军从小山城、龙岭一带撤军，红三团得以在靖和浦边区的14个乡村开展土地革命。
1934年初，十九路军发动“闽变”被蒋介石镇压后遭到整编，国民党福建当局来不及重新部署兵力，靖和浦地区一度出现敌人兵力空虚的状况，苏区趁机得到迅速恢复与发展。3月，中共漳州中心县委更名为中共靖和浦中心县委，何浚为书记，林路、许其伟，委员何兴、吴庭坚等为常委，机关驻地在车本村。3月18日（巴黎公社纪念日），召开靖和浦边区苏维埃代表大会，正式成立靖和浦边区苏维埃政府，林路为主席，吴庭坚为副主席，李若松、邢乐民、何清标、吴炳坤、吴恩盘等为委员。5月，中共闽粤边特别委员会成立，驻地设在车本村。
1934年底，国军开始大举进攻靖和浦苏区，并实施“移民并村”政策，力图把苏区变成“无人区”。1935年初，国军第八十师在地主民团配合下，攻占靖和浦苏区的龙岭、车本、欧寮、山前、三坪等重要据点；红三团突围，余部400多人转入游击战。至同年9月，红三团等闽南红军游击队不仅保持住原有的根据地，还开辟大片新游击区和根据地（包括乌山根据地、大芹山根据地、梁山根据地）。10月，国军第八十师对靖和浦苏区以及云和诏苏区发动第二期“清剿”，红三团在山中与敌人巧妙周旋，导致“清剿”无果。1936年3月—6月，红三团和独立营分兵出击，消灭地主武装，不仅恢复旧游击区，还开辟4个新游击区（云和、浦云、浦南、双格）和灶山根据地。
1936年2月，中共靖和浦县委把各区的脱产游击队整编为“漳州人民抗日义勇军”；7月，红三团改编为中国人民红军闽南抗日军第三支队，队伍逐渐发展到800余人。
第二次国共合作开始后，发生“漳浦事件”：1937年7月16日上午，粤军一五七师借集中点名发饷和整训为名，诱骗红三支队到漳浦县城体育场集合,强行缴械，扣押全体指战员。此后，红三团在漳浦清泉岩重建。1938年2月，红三团编入新四军二支队四团一营，并于3月1日从龙岩白土出发，奔赴苏皖抗日前线。